# Shahrestān di Rigan
Lo shahrestān di Rigan (farsi شهرستان ریگان) è uno dei 23 shahrestān della provincia di Kerman, il capoluogo è Mohammadabad. Lo shahrestān è suddiviso in 2 circoscrizioni (bakhsh): 
- Centrale (بخش مرکزی)
- Gonbaki (بخش گنبکی)